# 管理心理学
管理心理学概括地说，是研究管理过程中人的心理现象、心理过程及其发展规律的科学。是把心理学的知识应用于分析、说明、指导管理活动中的个体和群体行为的工业心理学分支。目的是最大限度调动人的积极性、改善组织结构和领导绩效，提高工作生活质量，建立健康文明的人际关系，达到提高管理水平和发展生产的目的。

## 产生和发展
19世纪末，资本主义得到发展，生产规模日益扩大，对企业的管理也更为复杂，劳动组织和合理安排也提到科学研究的日程。这时出现了科学管理的学派，其代表人物是泰勒。泰勒着重研究了工人操作合理化的问题，但他把人看成是经济人，忽视了人的社会性。第一次世界大战对管理心理学的发展起了促进作用，参战各国都力图利用心理学原则来改进管理，提高生产为战争服务。例如，制定人员选拔和训练的方法，研究最有效的组织形式，调整工人与管理人员的关系等。战后，工业生产的发展提出了一些新的问题，如人在生产中社会性因素的作用等。以社会心理学家梅奥为首的一批专家进行了霍桑实验，提出了“社会人”的理論。他们认为，单靠物质刺激不能保证调动工人的积极性。良好的人际关系，有利的社会条件与工作效率有更密切的关系。此外，他们还提出了非正式组织在群体中的作用。第二次世界大战中工程心理学的发展，强调研究人-机关系，同时也提出了解决人-人关系，人-组织关系的问题。战后，许多学者总结了战时的经验，考虑到有必要建立一门研究人的行为的综合科学，认为可以把人与社会，人与生产中的诸因素统一加以考虑。于是1949年在美国芝加哥大学的一次讨论会上，便提出了“行为科学”这一名称。其后美国福特基金会给予了经济上的支持；在许多大学中开展了有关行为科学的研究，并出版了行为科学杂志。由于行为科学这一名称过于广泛，有人把医学中的行为研究、动物行为研究等也包括在内，不能突出与生产管理有关的工作。所以后来有不少单位与专家采用组织行为学或组织心理学的名称，专指在一定组织内活动的个体和群体行为的研究。在中国则多用管理心理学的名称。

## 研究与应用
管理心理学主要研究与组织行为有关的人的个体特点，如动机、能力、性向等；人的群体特点，如群体的分类、人与组织的相互作用等；领导行为特点，如领导风格，领导的评估与培训等；组织理论与组织变革，如组织的模型，组织变革与组织开发研究等；工作生活质量研究，着重从改善工作环境，工作丰富化、扩大化方面调动职工的积极性，提高生产率；跨文化管理心理学，比较不同的地区、国家、社会制度，文化背景下管理行为的异同，为国际间的经济交流、合作经营企业提供科学依据。
在研究方法方面，管理心理学并没有一种适用于解决一切问题的通用的方法。它主要以心理学及社会学的研究方法，如观察法、访谈法、问卷法量表法、个案分析、准实验研究、社会调查、公众意见调查等方法为基础，结合管理实际，根据不同的情况、不同的问题，采用适宜的方法，使问题的解决有客观的科学的根据。
管理心理学主要应用于人为资源的研究，如利用测验方法选拔职工，或应用评价中心方法对领导进行评价；由专家组帮助企业增加自我完善的能力，带动各种组织进行改革；决策理论的应用，如协助大企业对重大项目、经营战略进行审定等。采用决策会议方式，在专家指导下，利用电子计算机及专门的决策软件可以大大加快决策的制定过程和提高决策的质量；工作生活质量研究，如制定更完善的作业班制度，防止事故，减少工作的应激等。